# Mitzic
Mitzic ist die Hauptstadt des gabunischen Departements Okano innerhalb der Provinz Woleu-Ntem. Mit Stand von 2013 wurde die Einwohnerzahl auf 8.755 bemessen. Sie liegt auf einer Höhe von 328 Metern.